# Skildpadde (materiale)
Skildpadde er et materiale, der førhen benyttedes til især smykker og kunstgenstande. Det er de pressede og tilskårne hornplader fra skjoldet af havskildpadder, først og fremmest den ægte karette, men også skjoldet fra den uægte karette og suppeskildpadden fandt anvendelse. Da havskildpadderne er stærkt truede og beskyttede af Washingtonkonventionen, fremstilles der ikke længere legalt genstande af skildpadde.
Pladerne frigjordes fra de fangne og evt. dræbte dyr ved varmen fra et bål eller med kogende vand. Pladerne blev renset og igen opvarmet, så de blev plastiske, hvorpå de pressedes flade.
Pladerne kan udsaves eller sammenføjes ved under opvarmning at presses sammen med stort tryk. Af skildpadde fremstilledes bl.a. pudderdåser, snustobaksdåser, cigaretetuier, indlægninger i træ (f.eks. på smykkeskrin og møbler), plektre, kamme og armringe. Materialet er brunligt til orange med et flammet mønster.
Forskellige former for plastik erstatter materialet i dag.